# Viviane Scholliers
Viviane Scholliers (1968) is een Belgisch bestuurder. Ze was van 2016 tot 2021 de Hoge Ambtenaar voor het Brussels Hoofdstedelijk Gewest. 
Voorheen was ze kabinetssecretaris van Joëlle Milquet toen die federaal minister van Binnenlandse Zaken was en Waals minister van onderwijs. Ook heeft ze bij de Dienst Vreemdelingenzaken gewerkt. Ze was eveneens actief als lokaal gemeenteraadslid in Etterbeek.
Ze is van Belgisch-Congolese origine, haar vader was van Belgische origine en haar moeder van Congolese.

## Hoge Ambtenaar
In 2016 kreeg de functie van Gouverneur van het Arrondissement Brussel-Hoofdstad als gevolg van de zesde staatshervorming een andere invulling. De gouverneur heette vanaf dan Hoge Ambtenaar en is voornamelijk verantwoordelijk voor het veiligheidsbeleid. 
Bij het aflopen van haar mandaat in 2021 kreeg Scholliers een negatieve evaluatie. Op 24 juni 2021 werd door de Brusselse regering, Yves Bastaerts, de adjunct-directeur van Brussel Preventie en Veiligheid, aangesteld als Hoge Ambtenaar ad interim. Zijn mandaat ging in op 1 juli 2021.